# Opilioacarus
Genre
Opilioacarus est un genre d'acariens parasitiformes de la famille des Opilioacaridae.

## Distribution
Les espèces de ce genre se rencontrent dans le bassin méditerranéen.

## Liste des espèces
- Opilioacarus segmentatus With, 1902
- Opilioacarus italicus (With, 1904)
- †Opilioacarus aenigmus Dunlop, Sempf & Wunderlich, 2008

## Publication originale
- With, 1902 : A new acaride Opilioacarus segmentatus. Forhandlingar vid Nordiska Naturforskareog Lakaremotet i Helsingfors den 7 till 12 Juli 1902 (Comptes Rendus du Congrès des Naturalistes et Médecins du Nord tenu à Helsingfors), Sektionen for Zoologi, VI, p. 4–5.